# 马华 (1957年)
马华（1957年—），男，藏族，四川平武人，中华人民共和国政治人物。四川省委党校经济学专业毕业。第十一届全国人民代表大会四川地区代表。

## 生平
2007年6月担任中共广元市委副书记、代市长；同年12月任市长。2008年起担任全国人大代表。2012年7月，任中共广元市委书记。2016年2月，转任绵阳市人大常委会党组书记，并于同年10月当选该市人大常委会主任，直到2020年1月辞职退休。